# Niko Kytösaho
Niko Kytösaho (18 dicembre 1999) è un saltatore con gli sci finlandese.
È figlio di Pasi, a sua volta saltatore con gli sci.

## Biografia
Originario di Kuopio e attivo in gare FIS dal luglio del 2013, Kytösaho ha esordito in Coppa del Mondo il 19 febbraio 2016 a Lahti (48º), ai Mondiali di volo a Planica 2020, dove è stato 10º nella gara a squadre, e ai Campionati mondiali a Oberstdorf 2021, dove si è classificato 26º nel trampolino normale, 30º nel trampolino lungo, 9º nella gara a squadre e 9º nella gara a mista; ai Mondiali di volo di Vikersund 2022 si è piazzato 27º nella gara individuale e 7º in quella a squadre e ai Mondiali di Planica 2023 è stato 27º nel trampolino normale, 28º nel trampolino lungo, 9º nella gara a squadre e 6º nella gara a squadre mista. Ai Mondiali di volo di Tauplitz 2024 si è classificato 7º sia nella gara individuale sia in quella a squadre e ai Mondiali di Trondheim 2025 si è piazzato 46º nel trampolino normale e 7º nella gara a squadre.

## Palmarès

### Coppa del Mondo
- Miglior piazzamento in classifica generale: 30º nel 2024